# Zemski Sobor

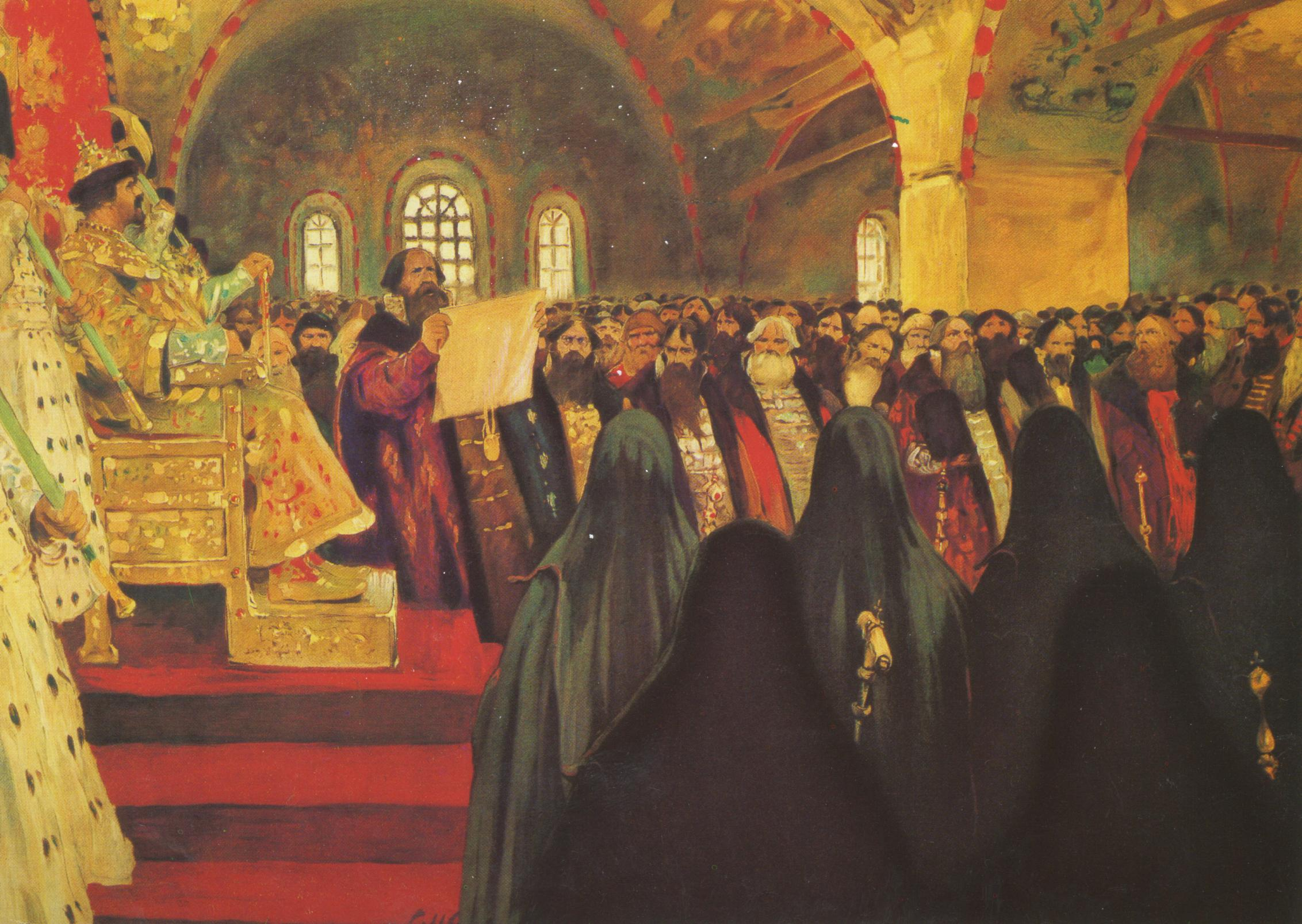
Zemski sobor, pictură a lui Serghei Ivanov

Zemski sobor (în limba rusă, зе́мский собо́р) a fost primul parlament rusesc de tip feudal, în secolele al XVI-lea și al XVII-lea. Se poate traduce aproximativ prin "adunarea țării". 

## Descriere generală
Soborul putea fi convocat de țar, patriarh sau de Duma boierilor. La aceste adunări participau trei categorii de cetățeni: 
1. Aristocrații și funcționarii superiori, inclusiv Duma boierilor;
2. Sfântul Sinod al șefilor Bisericii Ortodoxe Ruse;
3. Reprezentanții orășenilor și ai negustorilor (starea a treia).

### Dinastia Rurik
Primul zemski sobor a fost convocat de țarul Ivan cel Groaznic în 1549. În timpul domniei sale, el a convocat mai multe astfel de adunări, care au devenit o modalitatea obișnuită pentru impunerea unor acte legislative importante sau pentru rezolvarea unor probleme controversate. Deși la început soborul era o adunare care aproba în mod automat deciziile deja luate de țarului Ivan al IV-lea (cel Groaznic), au existat și inițiative ale boiernașilor și orășenilor. Țarul a fost scandalizat când, în 1566, soborul i-a cerut să deființeze opricinina.

### Dinastia Romanov
Când dinastia Rurik s-a stins în 1598, noul țar, Boris Godunov a fost investit de un sobor. O altă adunare a țării, în care au fost chemați să participe și țăranii, l-a ales pe țărul Mihail Romanov în 1613. În timpul domniei lui Mihail I, cât timp dinastia Romanov nu-și consolidase suficient puterea, asemenea adunări populare au fost convocate anual. 
Odată ce Romanovii au devenit suficient de puternici ca să nu se mai teamă pentru pozițiile lor, soborul și-a pierdut treptat din importanță și putere. 
O adunare a țării extrem de importantă a fost convocată pentru ratificarea tratatului de la Pereiaslav din 1654. Ultimele soboare au fost ținute de Vasili Vasilievici Galițîn în 1682, (pentru desființarea mestnicestvo) și în 1684 pentru ratificarea "păcii eterne" cu Polonia. 

### După Revoluția din 1917
În august 1922, la patru ani de la moartea ultimului țar, generalul Dieterichs al armatei Armatei Albe din Orientul Îndepărtat a convocat Zemski Sobor a regiunii Amur (Приамурский Земский Собор) în Vladivostok. Aces sobor, care chema poporul rus la căință pentru detronarea țarului, a reinstaurat monarhia în Rusia prin numirea Marelui Duce Nicolai Nicolaevici Romanov împărat. Patriarhul Tihon (care nu era prezent, așa cum nu era prezent nici Marele Duce Nicolae) a fost numit președinte de onoare al soborului. Două luni mai târziu, regiunea Amur a fost cucerită de bolșevici. 